# Stadion Ukraina
Het Stadion Ukraina is een multifunctioneel stadion in Lviv, een stad in het westen van Oekraïne. Het ligt in Snopkiv park, in het centrum van die stad. Het stadion wordt vooral gebruikt voor voetbalwedstrijden. De voetbalclub Karpaty Lviv maakt gebruik van dit stadion. Ook het nationale elftal maakt er wel eens gebruik van. In 1963 werd dit stadion gebouwd en er kunnen 28.051 toeschouwers in.

## Afbeeldingen

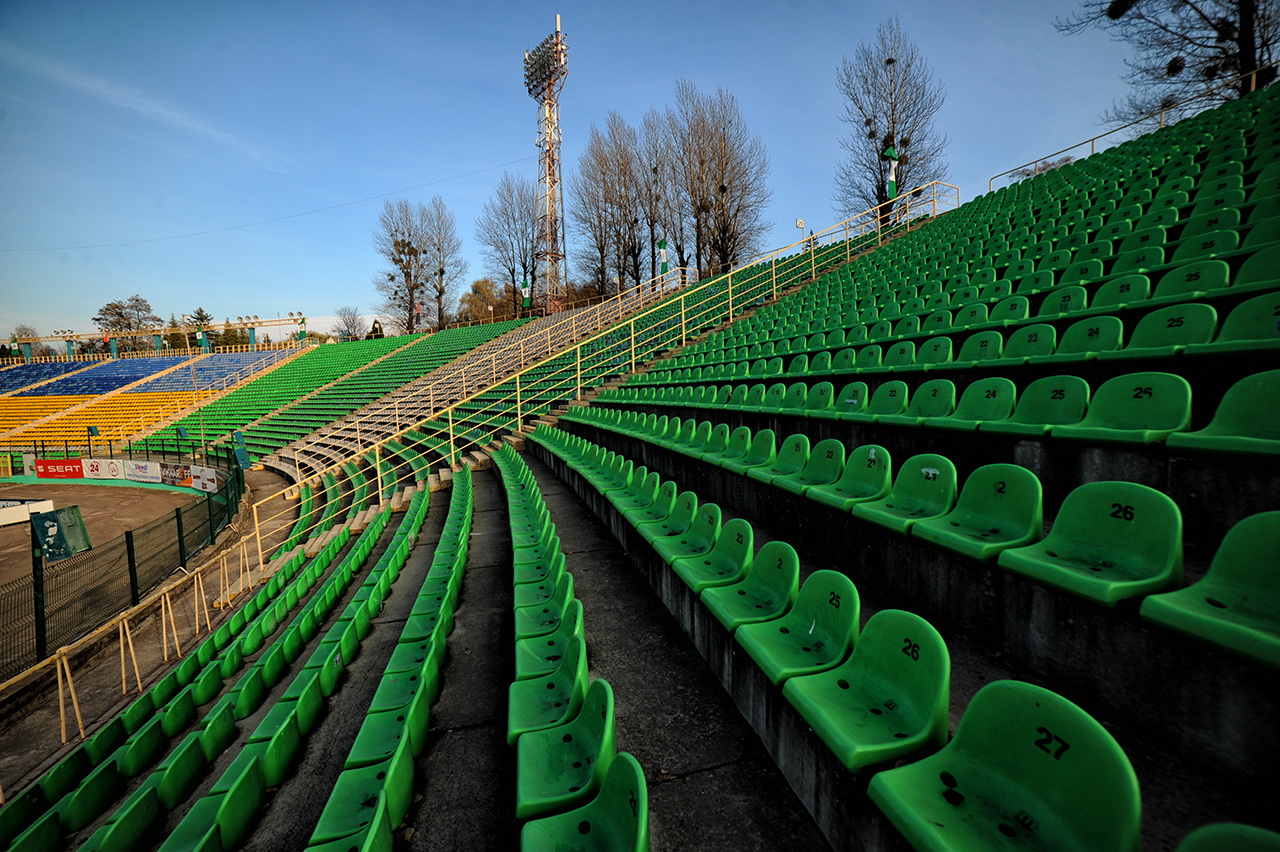
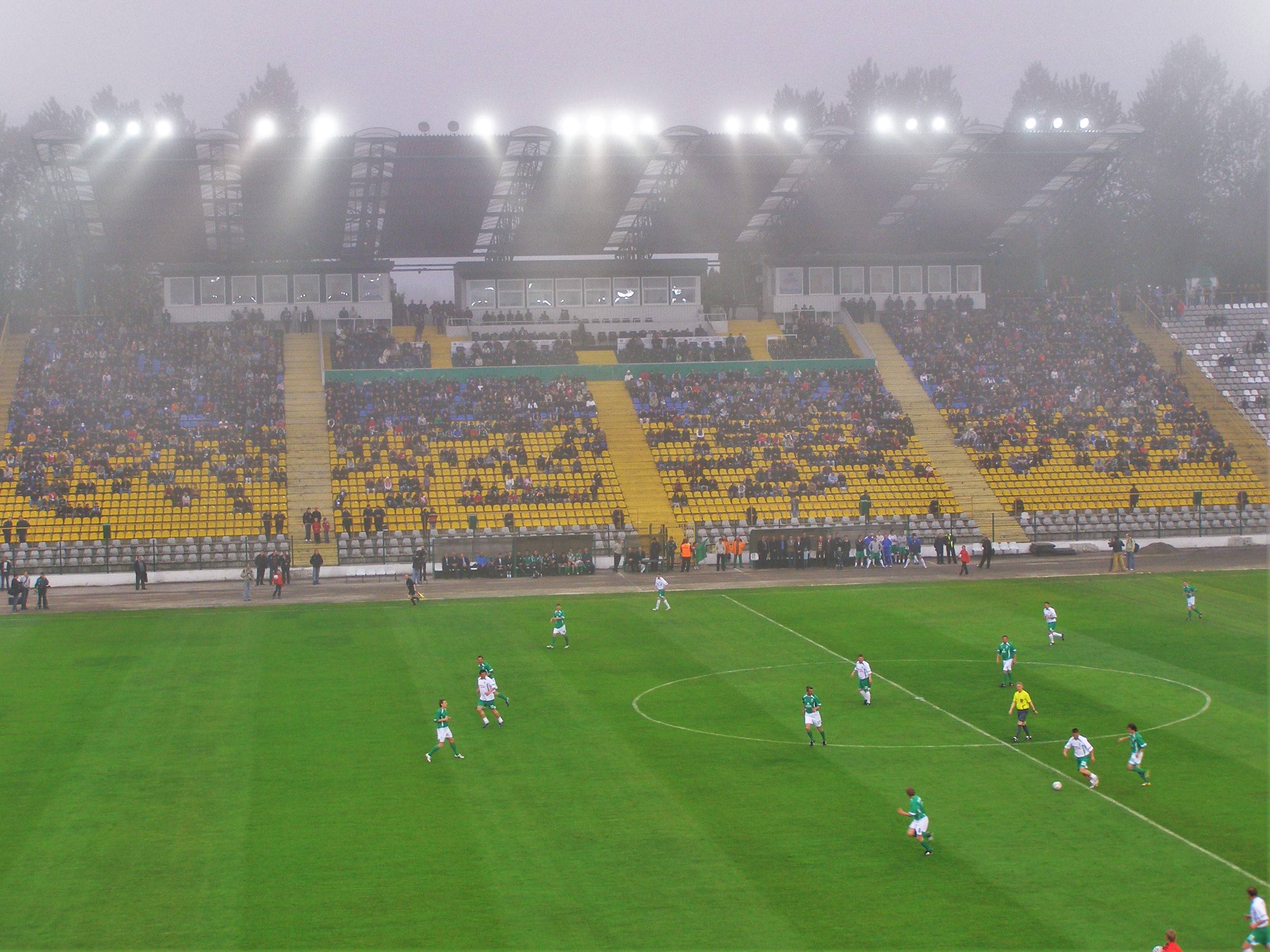
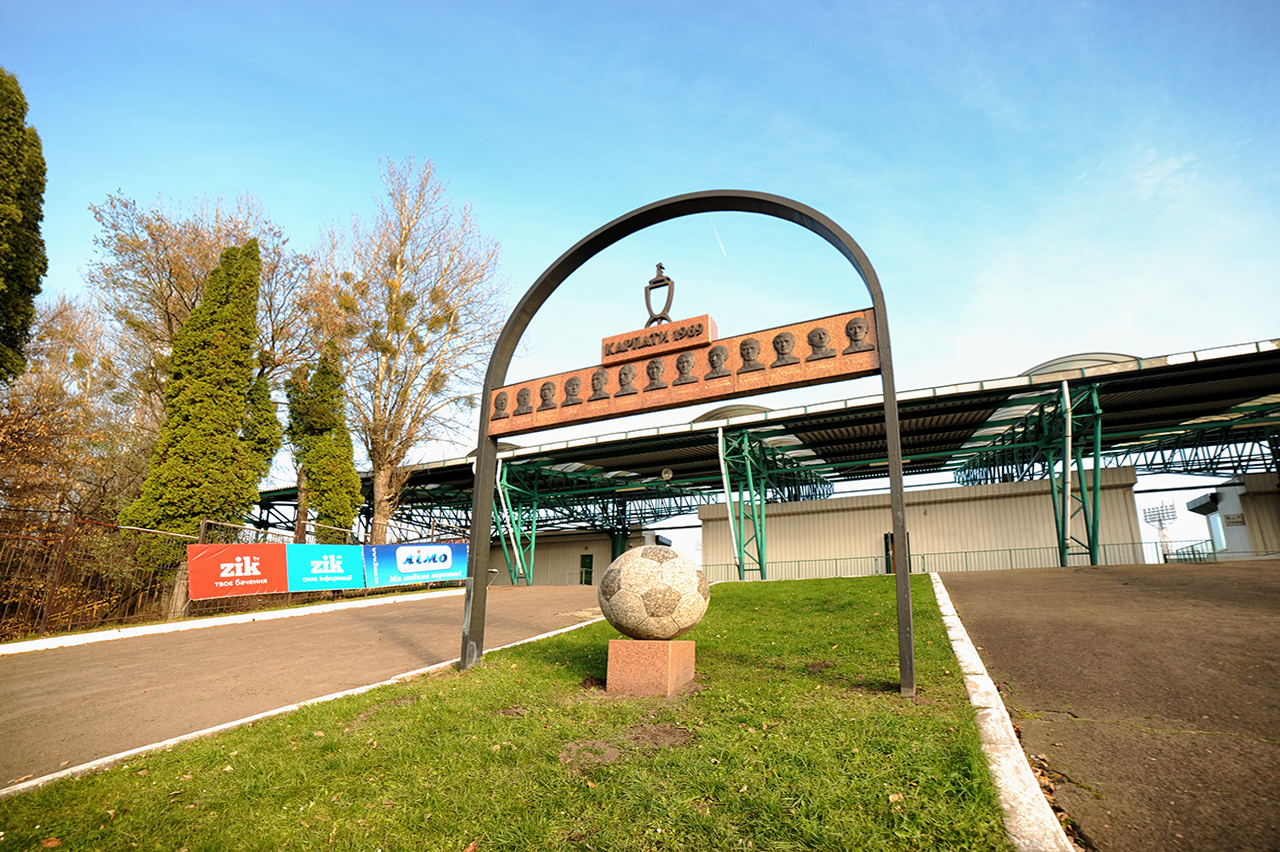
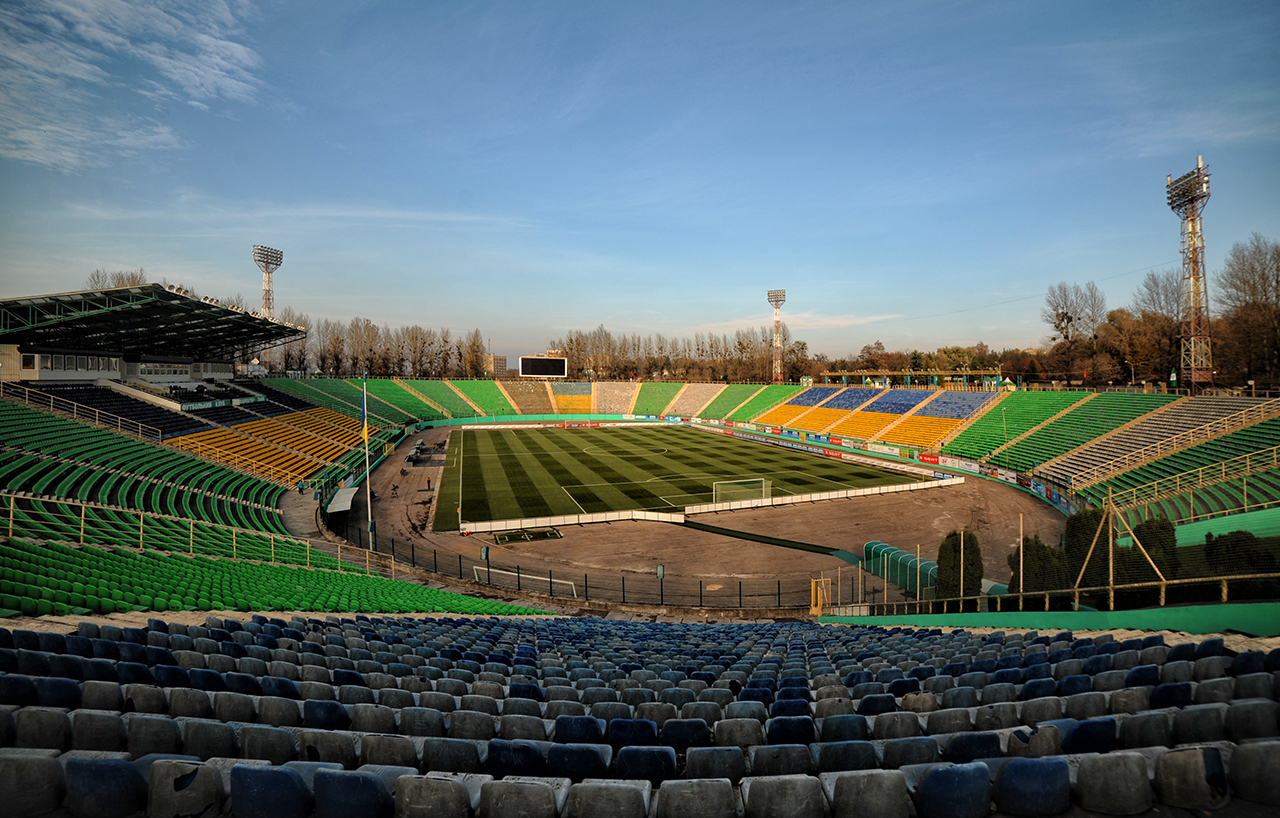